# Мортон (округ, Канзас)
Шаблон:StateAbbr_ 37°12′ пн. ш. 101°48′ зх. д. / 37.2° пн. ш. 101.8° зх. д.
Округ Мортон (англ. Morton County) — округ (графство) у штаті Канзас, США. Ідентифікатор округу 20129.

## Історія
Округ утворений 1886 року.

## Демографія
За даними перепису 
2000 року 
загальне населення округу становило 3496 осіб, усе сільське.
Серед мешканців округу чоловіків було 1698, а жінок — 1798. В окрузі було 1306 домогосподарств, 961 родин, які мешкали в 1519 будинках.
Середній розмір родини становив 3,15.
Віковий розподіл населення поданий у таблиці:
| Стать    | До 15 років | 15-21 | 22-29 | 30-39 | 40-49 | 50-65 | 65-85 | Понад 85 |
| -------- | ----------- | ----- | ----- | ----- | ----- | ----- | ----- | -------- |
| Чоловіки | 416         | 169   | 146   | 226   | 257   | 279   | 187   | 18       |
| Жінки    | 433         | 187   | 153   | 221   | 263   | 259   | 245   | 37       |

## Суміжні округи
- Стентон — північ
- Стівенс — схід
- Техас, Оклахома — південь
- Сімаррон, Оклахома — південний захід
- Бака, Колорадо — захід

## Виноски
1. ↑  U.S. Decennial Census. United States Census Bureau. Архів оригіналу за 4 квітня 2018. Процитовано 27 липня 2014.
2. ↑  Historical Census Browser. University of Virginia Library. Архів оригіналу за 11 серпня 2012. Процитовано 27 липня 2014.
3. ↑  Population of Counties by Decennial Census: 1900 to 1990. United States Census Bureau. Архів оригіналу за 5 червня 2019. Процитовано 27 липня 2014.
4. ↑  Census 2000 PHC-T-4. Ranking Tables for Counties: 1990 and 2000 (PDF). United States Census Bureau. Архів оригіналу (PDF) за 18 грудня 2014. Процитовано 27 липня 2014.
5. ↑  State & County QuickFacts. United States Census Bureau. Архів оригіналу за 6 червня 2011. Процитовано 27 липня 2014.(англ.) Наведено за англійською вікіпедією.
6. ↑  American FactFinder. Бюро перепису населення США. Архів оригіналу за 26 лютого 2012. Процитовано 31 січня 2008.

| США | Це незавершена стаття з географії США. Ви можете допомогти проєкту, виправивши або дописавши її. |